# هنري بوين انتوني
وهو سياسي أمريكي كان قد شغل منصب حاكم ولاية رود آيلاند الأمريكية ولد هنري بوين انتوني في 1 نيسان - أبريل من سنة 1815 في ولاية رود آيلاند في سنة 1833 تخرج انتوني من جامعة براون شغل هنري بوين انتوني منصب حاكم على ولاية رود آيلاند ما بين عامي 1849 إلى عام 1851 خدم انتوني في مجلس الشيوخ الأمريكي من عام 1859 إلى وفاته وفي خلال تلك الفترة شغل انتوني رئيسا مؤقتا لمجلس الشيوخ الأمريكي ما بين 23 مارس من سنة 1869 إلى 24 يناير من سنة 1873 مرة أخرى ما بين يناير من سنة 1875 إلى فبراير من نفس السنة توفي هنري بوين انتوني في 2 أيلول - سبتمبر من سنة 1884 في ولاية رود آيلاند.